# グランドチェイス
「グランドチェイス」(Grand Chase)は、韓国のゲーム会社KOG Studiosが開発したオンラインゲーム。略称は「グラチェ」。MORPGに分類される2D方式の対戦型アクションRPG。基本料金は無料で、アイテム課金制。日本ではネクソンが運営していた。2007年6月22日にサービスが終了した。続編とされるのはエルソードである。

## 特徴
アクションゲームの要素が強いRPG。キャラクターとその職業が複数あり、それぞれの特徴を生かしつつ相手を倒していく。またPvPもあり、相手と白熱のバトルを楽しむ事もできる。

## ゲームシステム
日本版は、Season1でサービス終了

韓国版は、2009年12月よりSeason3となっている。
| Season1 | ゲームを始めるとロビーに繋がり、そこからチャンネルを選択し、ルームを作成しゲームを始める。ゲームモードには、対戦モード、モンスター狩り、クエストモード、モンスター遠征隊等がある。 |
| Season2 | システムが大幅に変更された。 |
| Season3 | ダンジョン、コンボ、経験値、GP獲得、アイテムドロップシステムを変更し、新キャラクターマリが追加された。                                                                             |

## キャラクター
エレシス (Elesis Scarlet Sieghart)
- CV：塩野アンリ
- 年齢 - 15歳
- 主な武器 - 剣
- 好きなもの - スリルある戦い　嫌いなもの - 退屈な戦い
- 解説 - エルクナード・ジークハートの血を受け継ぐ彼の子孫。

　　　　力強い剣技を使って、チームの前線を引っ張っていくリーダー的存在(というより性格)。
リル (Lire Angelic Eruel)
- CV：伊東久美子
- 年齢 - 15歳
- 主な武器 - 弓
- 好きなもの - 精霊がいるところ　嫌いなもの - モンスター(特に醜いモンスター)
- 解説 - 妖精を愛し、モンスター達を醜い物としてみている。

　　　　弓を使うため、中距離といわれるが向きによっては遠距離にもなる。
アルメ (Arme Wendell Glenstid)
- CV：松来未祐
- 年齢 - 15歳
- 主な武器 - 魔法
- 好きなもの - 魔法研究　嫌いなもの - 魔法研究を邪魔する人
- 解説 -

ラス (Lass Lane Isolet)
- 年齢 - 不詳
- 主な武器 - 職によって変わるが二刀の短剣など
- 好きなもの - 知らない　嫌いなもの - 自分の過去
- 解説 -

### 未実装
リャン(ライアン) (Ryan Nature Woodguard)
- 年齢 - 15歳
- 主な武器 - 職によって変わるが斧や鎌など
- 好きなもの - 大自然　嫌いなもの - 自然を破壊するすべてのもの
- 解説 -

ロナン (Ronan Gabriel Erudon)
- 年齢 - 19歳
- 主な武器 - 魔法、剣
- 好きなもの - 魔法剣術の修練　嫌いなもの - 怠けること
- 解説 -

エイミー (Amy Crim Plie)
- 年齢 - 14歳
- 主な武器 - 職によって変わるが4次ではバッグを使ったりなど
- 好きなもの - ダンス　嫌いなもの - 伝統的な舞踊、損をすること
- 解説 -

ジン (Jin Silver Kaien)
- 年齢 - 17歳
- 主な武器 - 職によって変わるがトンファーを使ったりなど
- 好きなもの - 武道、エイミーのポスター　嫌いなもの - 豆、ピーマン、支配の神
- 解説 -

ジークハート (Ercnard Dark Sieghart)
- 年齢 - 推定600歳
- 主な武器 - 剣技系
- 好きなもの - 休息、召使いを働かせること　嫌いなもの - 修練、歩くこと、走ること
- 解説 -

マリ (Mari Ming Onette)
- 年齢 - 不詳(見た目は15歳?)
- 主な武器 - 職によって変わるが、ハンマーや銃を使ったりなど
- 好きなもの - 読書、好奇心を誘発させること　嫌いなもの - 厄介なこと、特徴のないもの
- 解説 -

ディオ (Dio Burning Canyon)
- 年齢 - 自分の年齢は、人間のパラメータを使用して計算することはできません。(見た目は18歳?)
- 主な武器 - 鎌
- 好きなもの - 反乱軍の別の次元
- 解説 -

ゼロ (Zero Naiper Zephyrum)
- 年齢 - 不詳(見た目は20歳?)
- 主な武器 - グランダーク
- 好きなもの -
- 解説 - Grandarkによって選ばれた

レイ (Ley von Crimson River)
- 年齢 - 不詳(見た目は18歳?)
- 好きなもの -
- 解説 - 二つの魂の戦士

ルーファス (Rufus Ruby Wilde)
- 年齢 - 不詳(見た目は20歳?)
- 主な武器 - 2丁銃
- 好きなもの -
- 解説 - ハデスの孤独な戦士

リン (Lin)
- 年齢 - 15歳
- 主な武器 - 1次職では扇子
- 好きなもの -
- 解説 - 女神Agneciaの生まれ変わり

アシン (Asin Mercer Tairin)
- 年齢 - 16歳
- 主な武器 - ジン1次のように体術を使う
- 好きなもの -
- 解説 - かつてのジン・カイエンの師匠の’アシン・タイリーン’によって武術を教えられた。

　　　　アシンとは彼が自分からアシンにあげた名前。
　　　　’アシン・タイリーン’が死んだ後、
　　　　彼の墓を後にして自分より強い人に出会う為にアシンは旅に出る。
ライム (Lime Holy Serenity)
- 年齢 - 16歳
- 主な武器 - 1大槌
- 好きなもの - 上記のすべての正義を愛する
- 解説 - 彼女は、光の王国で生まれた, ライムは深い邪悪な人々を軽蔑し、悪であるすべてを取って、正義の揺るぎない信仰を持ち、創造的Ernasの女神を崇拝する。

### 職業
| キャラクター | 基本職業                     | 2次職業                  | 3次職業                      | 4次職業                  |
| ------------ | ---------------------------- | ------------------------ | ---------------------------- | ------------------------ |
| エレシス     | 剣士（剣）                   | 槍士（槍）               | ソードマスター（大剣）       | セイバー（双剣）         |
| リル         | 弓士（弓）                   | 石弓士（弩）             | アークレンジャー（大弓）     | ノヴァ（弓）             |
| アルメ       | 魔法士（杖）                 | 錬金術士（壷）           | ウォーロック(ランプ)         | バトルメイジ(長杖)       |
| ラス         | 盗賊(クナイ)                 | 隠者(短剣)               | ダークアサシン(爪)           | ストライカー(刀)         |
| リャン       | 斧士（斧）                   | 鎌士                     | 死神(鎌)                     | ゼノサイダー(バイク)     |
| ロナン       | 魔法剣士（剣）               | 竜騎士（槍）             | イージスナイト(剣盾)         | アビスナイト(魔法と剣)   |
| エイミー     | 舞姫(チャクラム)             | 音楽家(バイオリン)       | 歌姫(マイク)                 | システィーナ(バッグ)     |
| ジン         | 格闘家(ガントレット)         | 小覇王(トンファー)       | 阿修羅(棒)                   | 破天荒                   |
| シークハート | グラディエイター(剣)         | ウォーロード(槍と短剣)   | アレス(双剣)                 | プライムナイト(ソルナー) |
| マリ         | マジックエンジニア(本)       | ガンスリンガー(銃)       | ポラリス(ハンマー)           | ラ・ギアス(ギア)         |
| ディオ       | クリーパー(鎌)               | ドライカー(鎌)           | レヴァイタン(鎌)             | アスモデウス             |
| ゼロ         | ワンダラー(グランダーク)     | クレイバー(グランダーク) | 放浪                         |                          |
| レイ         | サモナー                     | ダークブリンガー         | ダークニスフォール           | ダークオリジン           |
| ルーファス   | バウンティハンター(二丁拳銃) | サーチャーズ(銃とナイフ) | エクスキューター(二丁拳銃強) | プロミニンス             |
| リン         | 巫女(扇子)                   | 伽藍                     | アラ                         | ミリネ                   |
| アシン       | 無盡(ガントレット)           |                          |                              |                          |
| ライム       | 聖騎士                       |                          |                              |                          |

各、転職試験合格後4つの職を使い分けることができる。

日本版サービス終了時点までに公開された確定情報を着色

後に追加された職業は翻訳またはアレンジした暫定情報である。

()内はその職の武器。

## 出来事
- 2005年 8月10日 オープンβ開始
- 2005年10月27日 ARENA BATTLEモード実装
- 2005年11月10日 正式サービス開始、転職ミッションモード、2次職業「槍士」「石弓士」「錬金術士」実装
- 2005年11月30日 クエスト２「ガイコツ武者の城」実装
- 2005年12月22日 クエスト３「パッセイの海」実装
- 2006年 1月19日 クエスト４「エリア大陸」実装
- 2006年 2月 2日 クエスト５「カゼアゼの城」、クエスト外伝「地下迷宮ダンジョン」実装
- 2006年 2月23日 新キャラクター「ラス」実装
- 2006年 3月16日 初心者ミッション「試練の森」実装
- 2006年 4月 6日 「剣士」「弓士」「魔法士」の新必殺技実装
- 2006年 4月27日 2次職業「隠者」、「槍士」、「石弓士」、「錬金術士」、「盗賊」の新必殺技実装
- 2006年 6月 8日 3次職業「ソードマスター」実装
- 2006年 6月29日「ネットマーブル」よりプレイ可能になる
- 2006年 8月 3日 レンタルアイテム販売開始
- 2006年 9月 7日 3次職業「アークレンジャー」実装
- 2006年 9月28日「コロシアム」実装
- 2006年11月 9日 正式サービス開始一周年
- 2006年11月30日 3次職業「ウォーロック」実装
- 2006年12月20日 3次職業「ダークアサシン」実装
- 2007年 1月31日 チャンネル接続方法や仕様変更
- 2007年 6月22日 正式サービス終了